# Стадион Гарсиласо де ла Вега
Стадион Гарсиласо де ла Вега (шп. Estadio Inca Garcilaso de la Vega) је вишенаменски стадион у Куску, Перу. Отворен је 1958. године. Стадион Гарсиласо је главни стадион Куска и матично место локалног фудбалског тима Сиенсијано. Стадион је добио име по перуанском местиза Инки Гарсиласо де ла Вега, а отворен је 1958. године, са почетним капацитетом од 30.000. Власништво је Института Перуано дел Депорте (Перуански институт за спорт). 
До повећања капацитета стадиона дошло је након што је КОНМЕБОЛ изабрао Перу за домаћина Копа Америка 2004., што је навело перуанску владу да уложи у програм обнове својих стадиона пет милиона долара, укључујући и стадион Гарсиласо де ла Вега. Његова обнова коштала је приближно 1.720.000 долара, што је помогло да се службени капацитет гледалаца повећа на 42.056. Стадион је на крају био домаћин утакмице за треће место Копа Америка 2004. Захваљујући догађају, град Куско је примио чак и више туриста него што их већ прима као водећу туристичку дестинацију Перуа.
Стадион Гарсиласо де ла Вега такође је признат као један од најлепших стадиона у целој Јужној Америци. Ово признање је заслуга његове добро одржаване траве и њене отпорности на понекад агресивну и веома променљиву климу града Куско. Отпорна лепота инспирише фудбалске коментаторе и посетиоце.
Стадион тренутно користе три фудбалска клуба. Прва два оригинална клуба од 1950-их су Сијенцијано из перуанске Примере и Депортиво Гарсиласо из Копа Перу, а трећи је Куско ФК, такође из перуанске Примере.

## Историја стадиона
Стадион је свечано је отворен 1958. године са капацитетом од 22.000 гледалаца. Међутим, поводом Копа Америаа 2004. одржаним у Перуу, стадион је проширен на садашњи капацитет од 45.056 гледалаца. Такође има најбоље природно поље у Перуу. На инаугурацији вештачког светла, играли су Сијенсијано и репрезентација Парагваја, државни тим је изашао као победник. Стадион је 2013. године затворен ради новог преуређења, међутим, радови су заустављени због недостатка буџета. Гарсиласо је поново отворен средином 2014. године, иако само са делимичним капацитетом од 14.000 гледалаца.
У месту Куско је било домаћин три финала прве лиге 2001., 2006. и 2012. године, као и финала Купа Перуа 2011. Исто тако, било је домаћин међународних утакмица за Сијенцијано и Реал Гарсиласоа, оба Купа либертадорес и Копа Судамерикана.